# Улица Володарского (Арзамас)
Улица Волода́рского (ранее также Мостовая) — одна из нижних улиц Арзамаса. Идёт от улицы Ленина до улицы Дорожной.

## Описание
Начинается от улицы Ленина и идёт до Дорожной улицы. От неё начинается улица 9 Мая. Вдоль всей улицы идет микрорайон Ивановка. Она проходит через реку Шамку.

## Карстовый обвал
Летом 2014 года ближе к перекрёстку улицы Ленина случился карстовый обвал прямо со среди дороги. Никто не пострадал, кроме домов, которые дали трещины.

## Транспорт

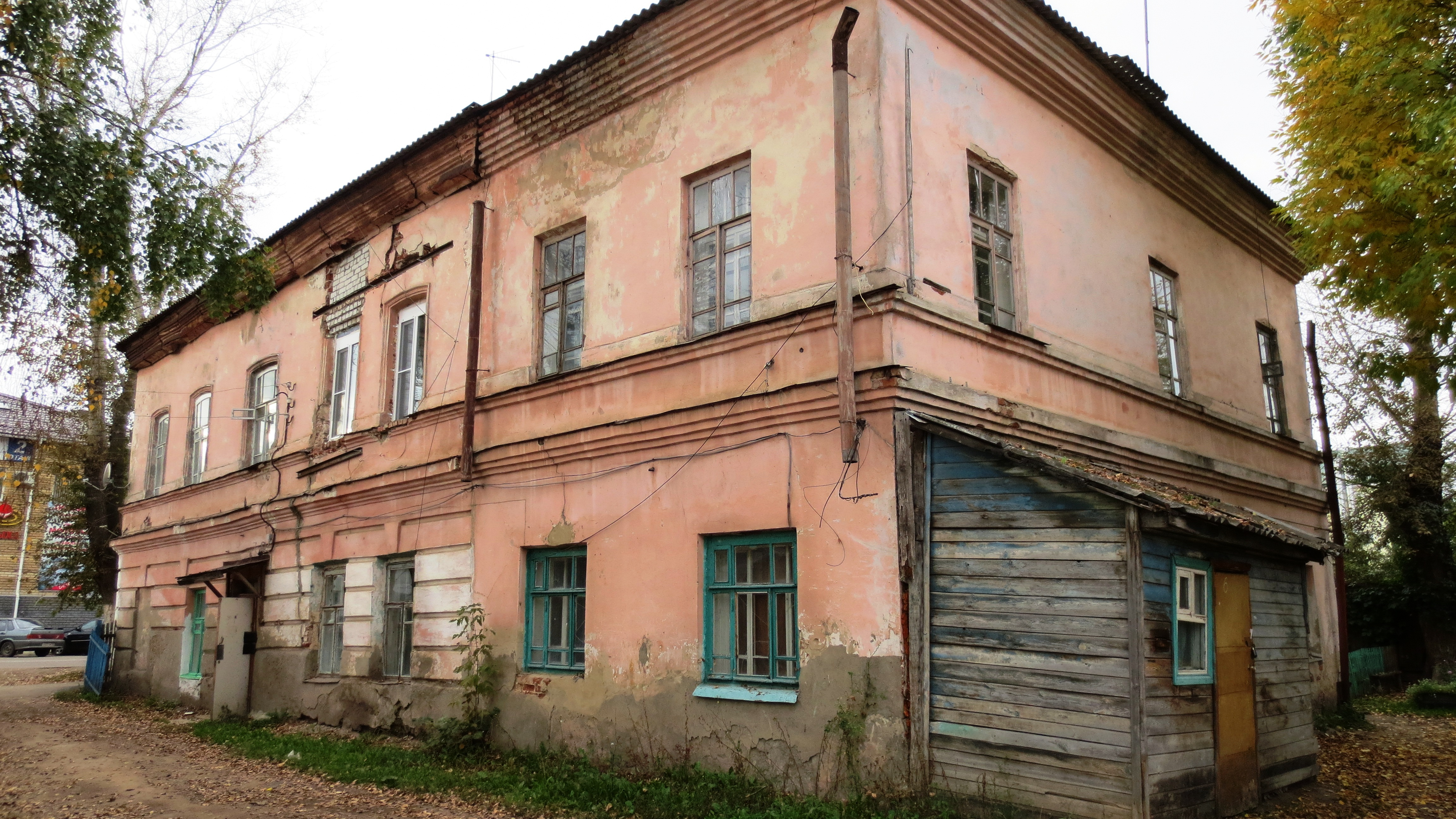
Ул. Володарского, дом 9

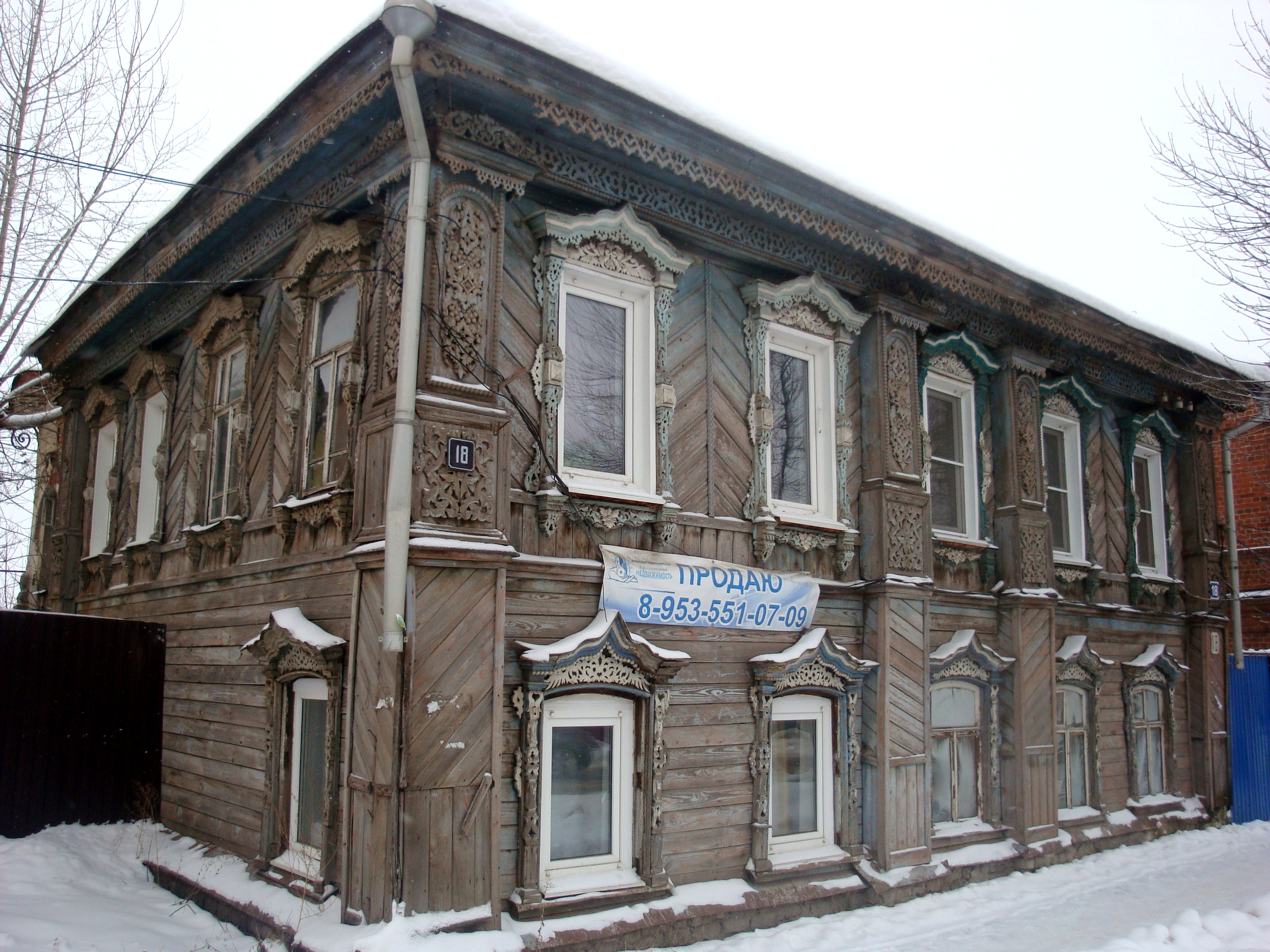
Ул. Володарского, дом 18

Через улицу проходят 3 маршрута автобуса:
№ 2: Поликлиника — Соборная пл.
№ 3: Поликлиника — Соборная пл.
№ 4: Соборная пл. — Арзамас III — Соборная пл. — 408 км

## Здания и сооружения
- № 9 — Бывший Штаб Арзамасского отряда Красной гвардии в 1917—1918 годах и место подавления кулацкого восстания 22 апреля 1918 года. Здание построено в начале XIX века и имеет статус объекта культурного наследия федерального значения[2].
- № 18 — Жилой дом Верхоглядовой, построенный в конце XIX — начале XX века. Объект культурного наследия местного значения[3].
- Тихвинское кладбище и храм Тихвинской иконы Божией Матери.